# Médus, roi des Mèdes
Pour les articles homonymes, voir Mède (homonymie).

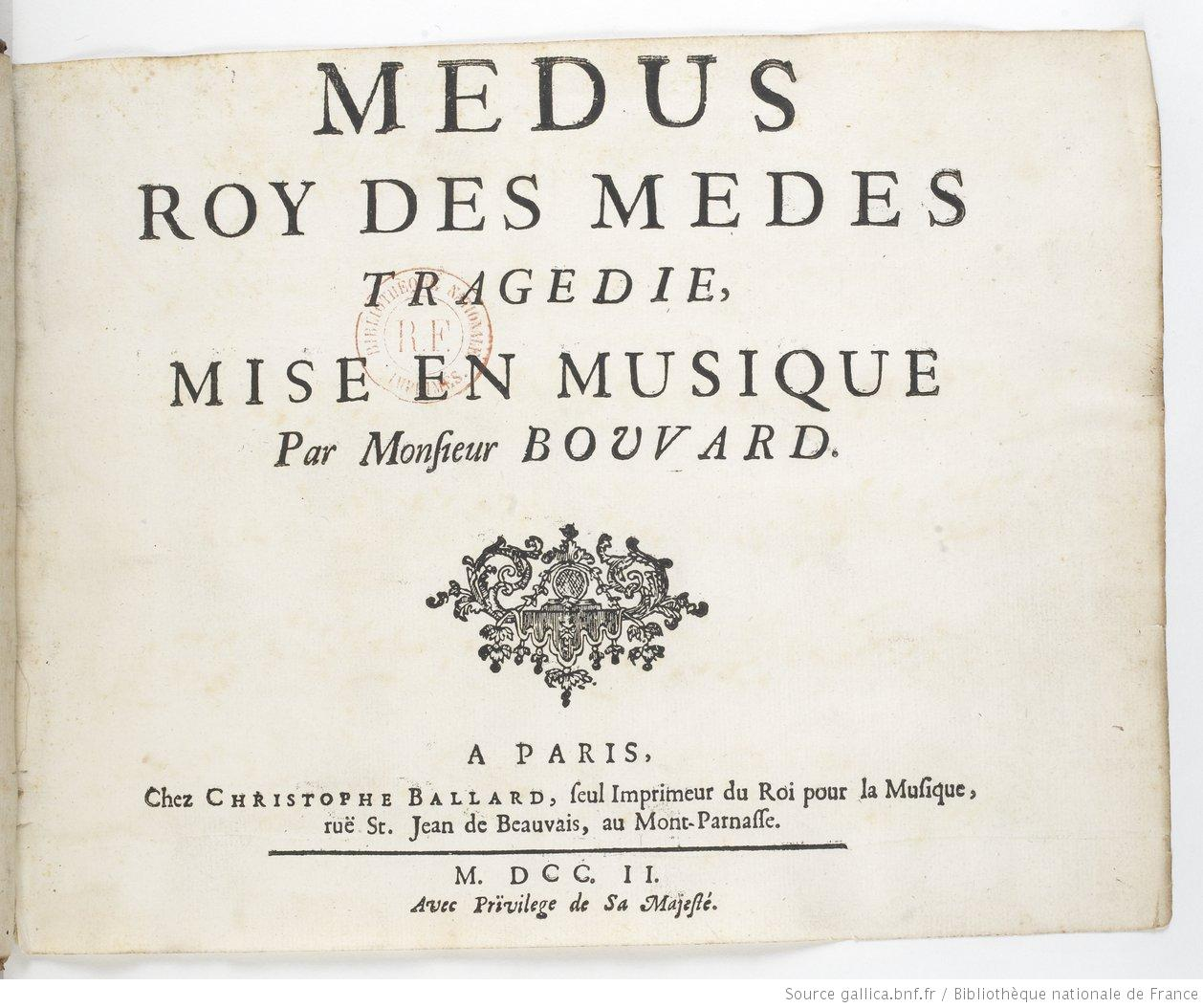
Médus, Roi des Meydes

Médus, roi des Mèdes est un opéra du compositeur français baroque François Bouvard.

## Origine
C'est le premier opéra composé par François Bouvard.
Il a été joué pour la première fois à Paris le 23 juillet 1702.
Le livret de l'opéra a été écrit par Charles-François-Joseph-Victor de La Grange-Chancel.

## Forme
Sa forme est celle de la tragédie en musique : 1 prologue et 5 actes.

## Personnages
Dans le prologue :
- La Fortune
- Un Matelot
- Un Berger
- Un Guerrier
- Une Françoise

Dans la tragédie :
- Perses, Fils du Soleil, Roy de la Tauride, cherchonnese
- Medée, grande Prestresse de Diane, sous le nom de Merope
- Medus, Fils d'egée & de Medée
- Thomiris, Fille de Perses
- Thoas, grand Prestre de Diane, Amoureux de Thomiris
- Ciane, Prestresse de Diane, & Confidente de Medée
- Minerve
- Le Soleil
- Un Habitant d'Anticire
- Une Européenne